# Souvaris
Souvaris est un groupe de post-rock britannique, originaire de Nottingham, en Angleterre. 

## Biographie
Souvaris est formé en 2000. Le quintet est influencé par divers groupes tels que Sonic Youth ou Boards of Canada. Leur premier EP, l'éponyme Souvaris, est publié en 2003 au label Telesphere Recordings. Leur premier album studio, intitulé I Felt Nothing at All, est publié le 11 octobre 2004 chez Bearos Records. D'une durée de 77 minutes, ce premier album contient quatre titres. En 2005, Souvaris sort un deuxième EP, contenant trois titres, intitulé Matador of Shame.
Leur deuxième album, intitulé A Hat, est publié en mars 2007 au label Gringo Records. Ce disque est composé de six titres pour un temps global de 65 minutes. Après avoir tourné notamment avec Explosions in the Sky, Pelican, Bardo Pond, ou encore Fly Pan Am, Souvaris a parcouru sa seconde tournée française, d'une dizaine de dates au mois d'avril 2007. Souvaris est par la suite en période de composition de leur prochain album. Un EP est annoncé en juin 2009, avant une nouvelle tournée en Europe au printemps de cette même année. Cette tournée comprend des passages en France entre le 23 et 29 mai 2009, à Nancy, Dijon, Paris, Poitiers, Bordeaux et Nantes, respectivement.
En 2010, le groupe sort un split intitulé Clown Jazz, avec le groupe Sincabeza, originaire de Bordeaux. En août 2011, le groupe annonce un nouvel album pour octobre.

## Membres

### Membres actuels
- Aaron Doyle - batterie
- Dan Layton - guitare, claviers
- John Simson - claviers, basse
- David Stockwell - guitare
- Ian Whitehead - basse, guitare

### Anciens membres
- Mike Beevor (2001-2004)
- David Moult (2001-2004)